# 대한민국 상법 제335조
대한민국 상법 제335조는 주식의 양도성에 대한 상법 회사법의 조문이다.

## 조문
제335조 (주식의 양도성) (1) 주식은 타인에게 양도할 수 있다. 다만, 회사는 정관으로 정하는 바에 따라 그 발행하는 주식의 양도에 관하여 이사회의 승인을 받도록 할 수 있다.

(2) 제1항 단서의 규정에 위반하여 이사회의 승인을 얻지 아니한 주식의 양도는 회사에 대하여 효력이 없다. 

(3) 주권발행전에 한 주식의 양도는 회사에 대하여 효력이 없다. 그러나 회사성립후 또는 신주의 납입기일후 6월이 경과한 때에는 그러하지 아니하다.

第335條 (株式의 讓渡性) ① 주식은 타인에게 양도할 수 있다. 다만, 회사는 정관으로 정하는 바에 따라 그 발행하는 주식의 양도에 관하여 이사회의 승인을 받도록 할 수 있다.  

②第1項 但書의 規定에 違反하여 理事會의 승인을 얻지 아니한 株式의 讓渡는 會社에 대하여 效力이 없다. 

③株券發行前에 한 株式의 讓渡는 會社에 對하여 效力이 없다. 그러나 會社成立후 또는 新株의 納入期日후 6月이 경과한 때에는 그러하지 아니하다.

## 판례
- 상법 제335조 제1항 단서는 주식의 양도를 전제로 하고, 다만 이를 제한하는 방법으로서 이사회의 승인을 요하도록 정관에 정할 수 있다는 취지이지 주식의 양도 그 자체를 금지할 수 있음을 정할 수 있다는 뜻은 아니기 때문에, 정관의 규정으로 주식의 양도를 제한하는 경우에도 주식양도를 전면적으로 금지하는 규정을 둘 수는 없다.[1]
- 회사와 경쟁관계에 있거나 분쟁 중에 있어 그 회사의 경영에 간섭할 목적을 가지고 있는 자에게 주식을 양도한 사정만으로 그 주식양도를 반사회질서 법률행위라고 할 수 없다[2]

## 참고 문헌
- 이기수, 최병규, 회사법 상법강의 2, 박영사, 2015. ISBN 9791130327822

## 같이 보기
- 대한민국 상법 제335조의2 양도승인의 청구
- 대한민국 상법 제336조 주식의 양도방법